# 玛恩村屠杀
玛恩村屠杀是叙利亚内战期间发生于2014年2月9日的一起屠杀事件。这起屠杀针对的是居住在玛恩村（Maan）的阿拉维派村民。
2014年2月9日，来自“叙利亚伊斯兰阵线”旗下的“阿克薩戰士”（Jund al-Aqsa）组织的反对派武装袭击并占领了哈马省的阿拉维派村庄玛恩。在占领玛恩村期间，据叙利亚人权观察组织（SOHR）报道反对派武装杀害了21名平民，其中14人是妇女。被害人中有10人来自同一个家庭。在进攻中还有20名亲政府的民兵被杀。叙利亚国家媒体声称反对派的这一袭击是一场屠杀，而叙利亚政府的消息称在屠杀中有60名平民被沙烏地阿拉伯背景的“叙利亚伊斯兰阵线”成员杀害，其中大部分是妇女、儿童和老人。
反对派组织“胜利阵线”否认他们参与了袭击，声称是另一组织进行了这一袭击。联合国秘书长潘基文的发言人转达了潘基文对这一事件表达的“巨大震惊”。
这一事件引起了土耳其伊斯坦布尔、梅尔辛省、哈塔伊省及其他地区阿拉维派社区针对基地组织、胜利阵线、土耳其正义与发展党以及美国的抗议示威活动。
2月17日，叙利亚政府军重新夺回了玛恩村。